# Chmeliw (obwód sumski)
Chmeliw (ukr. Хмелів) – wieś na Ukrainie, w obwodzie sumskim, w rejonie romeńskim, siedziba hromady. W 2001 liczyła 1514 mieszkańców.